# Rigodium solutum
Rigodium solutum là một loài rêu trong họ Rigodiaceae. Loài này được (Taylor) Paris mô tả khoa học đầu tiên năm 1898.